# Der Schädel der Pharaonentochter
Pour plus de détails, voir Fiche technique et Distribution.
Der Schädel der Pharaonentochter (en français, Le Crâne de la fille du pharaon) est un film allemand réalisé par Otz Tollen sorti en 1920.

## Synopsis
Le film est une tragédie qui s'étend sur six époques différentes. Le premier épisode raconte l'histoire d'amour entre la princesse Amnertis, fille du pharaon, et son amant, Tirhaka, jusqu'à la mort de ce dernier. De ce drame découle une malédiction qui a des effets sur les épisodes suivants au cours des siècles. Toute personne qui a possession du crâne de la fille du pharaon est condamnée à une mort violente jusqu'au jour où le crâne sera plongé dans la mer. Ce n’est que dans le dernier épisode qu'on réussit à lancer le crâne d’Amnertis au large.

## Fiche technique
- Titre : Der Schädel der Pharaonentochter
- Réalisation : Otz Tollen
- Scénario : Otz Tollen
- Direction artistique : Fritz Kraenke (en)
- Photographie : Eugen Hamm (de)
- Producteur : John Hagenbeck
- Société de production : John Hagenbeck-Film GmbH
- Pays d'origine :  République de Weimar
- Langue : allemand
- Format : Noir et blanc - 1,33:1 - 35 mm
- Genre : Drame
- Durée : 60 minutes
- Dates de sortie :
  -  République de Weimar : 11 novembre 1920.

## Distribution
- Emil Jannings : Osorco, Pharaon
- Erna Morena : Princesse Amnertis
- Kurt Vespermann : Tirhaka
- Bernhard Goetzke : Paophis

et Hanna Ralph, Erra Bognar, Kurt Ehrle, Wilhelm Diegelmann, Elsa Wannek, Toni Zimmerer, Leopold von Ledebur, Margit Barnay, Margarete Rühmkorff, Hans Mühlhofer, Fritz Kortner, Heinrich Schroth, Anita Berber, Heinz Salfner, Rudolf Forster, Ludwig Rex, Josef Reithofer

## Source de la traduction
- (de) Cet article est partiellement ou en totalité issu de l’article de Wikipédia en allemand intitulé « Der Schädel der Pharaonentochter » (voir la liste des auteurs).